# Varga András (mezőgazdasági szakíró)
Varga András (Nagyszalonta, 1932. március 26. – Nagyvárad, 2003.) erdélyi magyar mezőgazdasági szakíró.

## Életútja
1956-ban végzett a kolozsvári Mezőgazdasági Főiskolán, azt követően az inándi Kísérleti Kutatóállomáson dolgozott, majd annak vezetője lett. Doktori disszertációját 1982-ben védte meg.
Kutatásai mellett rendszeresen közölt román nyelvű szaklapokban (Probleme Agricole), valamint a magyar mezőgazdasági lapok közül a Falvak Dolgozó Népében, a nagyváradi Fáklyában, a Bihari Naplóban, az 1989-ben újra induló Erdélyi Gazdában.

## Kötete
- Producerea, înmulţirea şi generalizarea în producţie a soiurilor şi hibrizilor valoroşi de plante agricole în judeţul Bihor (társszerzőkkel, Nagyvárad, 1970).